# Kadıköy
Kadıköy (anticamente Calcedonia) è un distretto e un comune soggetto al comune metropolitano di Istanbul. È situato nella parte asiatica della città, affacciato sul mar di Marmara, a sud del comune di Üsküdar.

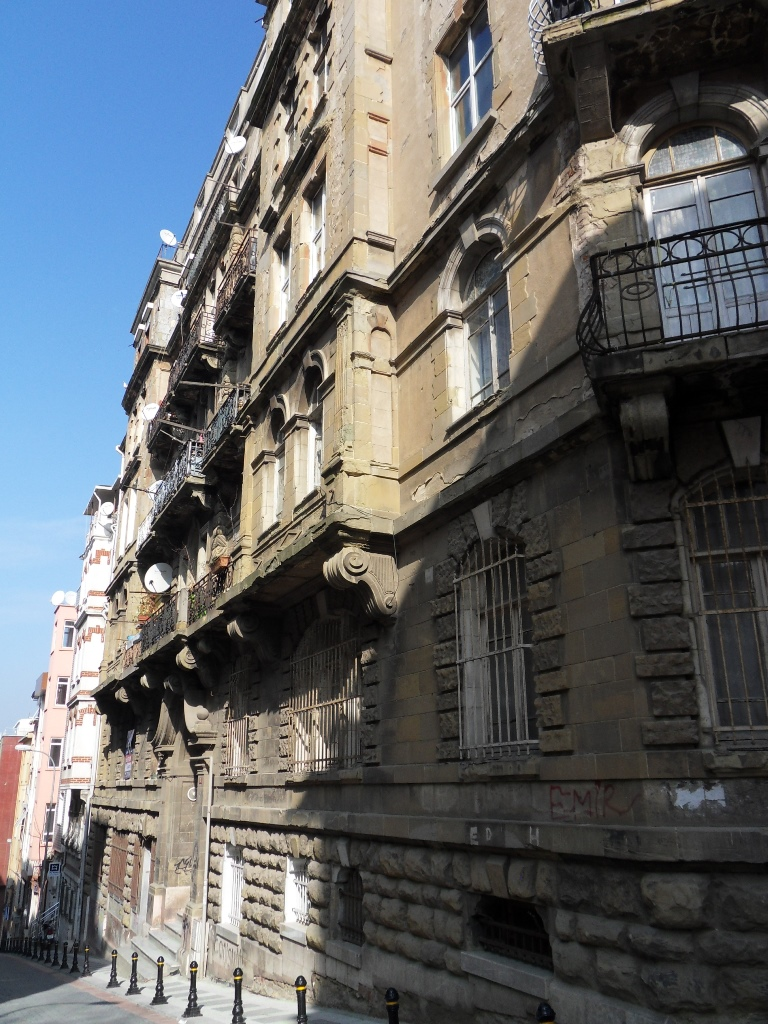
İtalyan Apartmanı a Yeldeğirmeni, Kadıköy.

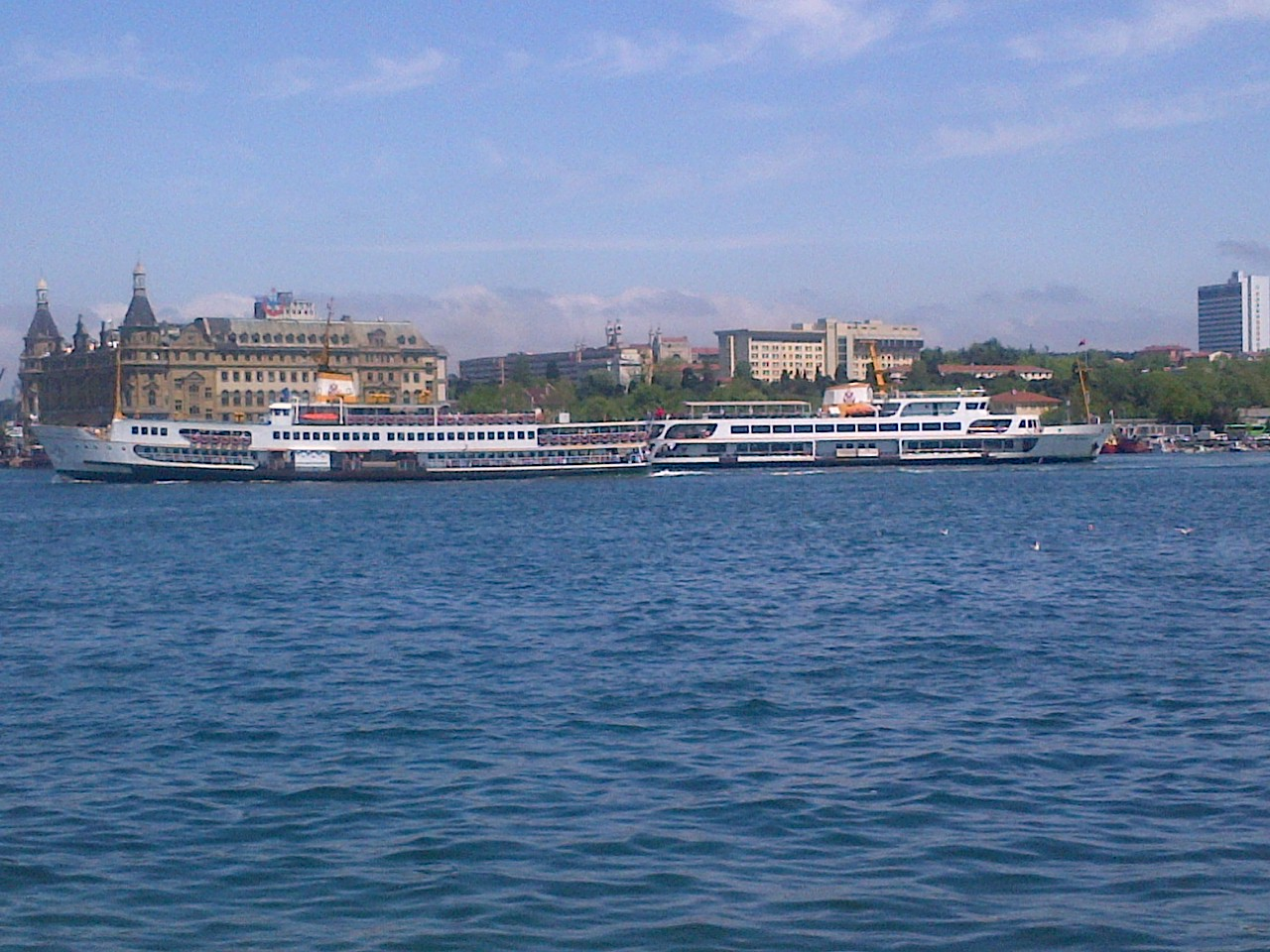
Navi con sullo sfondo la stazione di Haydarpaşa

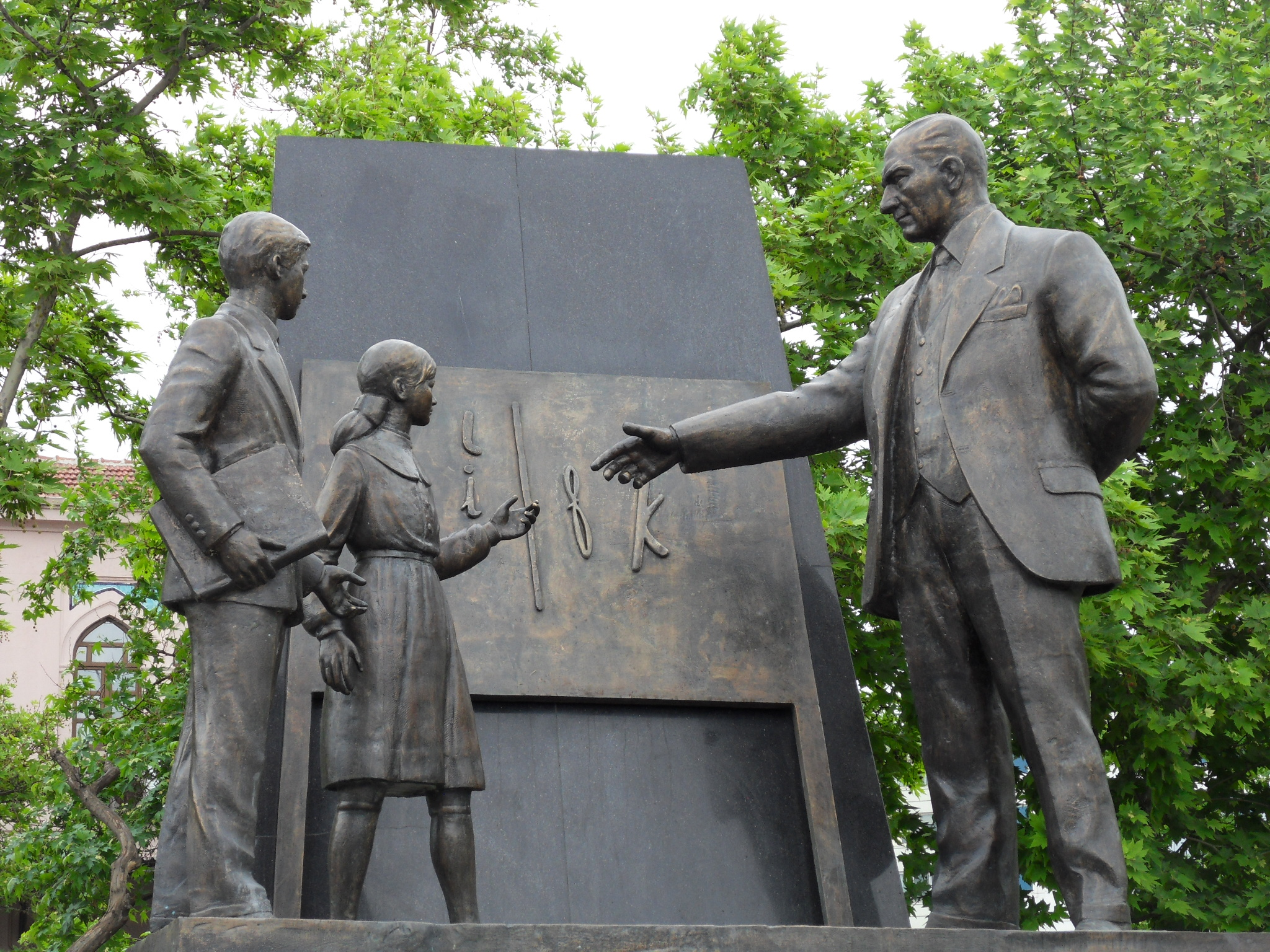
Kadıköy: monumento commemorativo della riforma della lingua turca operata da Atatürk (con l'introduzione dell'alfabeto latino)

Kadıköy ha molti edifici di epoca ottomana e alcuni di epoca bizantina che sono nascosti nelle sue strade laterali. Alcuni dei primi sono stati trasformati in caffè, pub e ristoranti, in particolare servono frutti di mare. Altri invece sono ancora in attesa di restauro.
Yeldeğirmeni è un quartiere di Kadıköy importante dal punto di vista architettonico.

## Storia
Kadıköy è un insediamento più antico della maggior parte di quelli sul lato anatolico della città di Istanbul. Reperti risalenti al 5500-3500 a.C. (periodo calcolitico) sono stati trovati presso il tumulo di Fikirtepe, e reperti di pietra, osso, ceramica, gioielli e bronzo mostrano che c'è stato un insediamento continuo sin dalla preistoria. È stato scoperto anche un insediamento portuale risalente ai Fenici. Calcedonia fu il primo insediamento che i greci di Megara stabilirono sul Bosforo, nel 685 a.C., pochi anni prima di fondare Bisanzio dall'altra parte dello stretto nel 667 a.C. Calcedonia divenne nota come la "città dei ciechi", secondo la leggenda che Bisanzio fu fondata in seguito a una profezia secondo cui una grande capitale sarebbe stata costruita "di fronte alla città dei ciechi". Ciò significava che il popolo di Calcedonia doveva essere cieco per non vedere l'evidente valore della penisola sul Corno d'Oro come porto difensivo naturale). Il quarto concilio ecclesiastico ecumenico, il Concilio di Calcedonia, si tenne lì nel 451 d.C.
Calcedonia passò di mano in mano più e più volte, quando persiani, bitini, romani, bizantini, arabi, crociati e turchi attraversarono l'area, che fu gravemente danneggiata durante la quarta crociata e passò nelle mani degli ottomani nel 1353, un intero secolo prima della caduta di Costantinopoli. Pertanto, Kadıköy possiede la moschea più antica di Istanbul, costruita quasi un secolo prima della conquista di Costantinopoli nel 1453.
Al momento della conquista ottomana, Calcedonia era un insediamento rurale al di fuori della protezione data dalle mura della città. Ben presto fu posta sotto la giurisdizione dei tribunali di Costantinopoli, da cui il nome Kadıköy, che significa "Villaggio del Giudice" in turco. Nel periodo ottomano, Kadıköy divenne un mercato di prodotti agricoli e col tempo si sviluppò in una zona residenziale per le persone che si recavano in città in barca.
Secondo le stime ottomane del 1882, il distretto di Kadıköy aveva una popolazione totale di 6.733 abitanti, composta da 2.695 musulmani, 1.831 armeni, 1.822 greci, 249 ebrei, 92 latini, 28 bulgari e 16 cattolici.
Durante l'Occupazione di Costantinopoli dal 1919 al 1922, il quartiere fu occupato dalle truppe Italiane, a cui era stata assegnata la parte asiatica della città.

## Quartieri
Fanno parte di Kadıköy i seguenti quartieri (mahalle): 19 Mayıs, Ayrılıkçeşmesi, Bostancı, Caddebostan, Erenköy, Fenerbahçe, Göztepe, Hasanpaşa, Kalamış, Merdivenköy, Moda e Suadiye.

## Sport
A Kadıköy ha sede l'importante polisportiva Fenerbahçe Spor Kulübü, e nel quartiere si trova lo stadio Şükrü Saraçoğlu, stadio di casa del Fenerbahçe.